# Pahasu
Pahasu là một thị xã và là một nagar panchayat của quận Bulandshahr thuộc bang Uttar Pradesh, Ấn Độ.

## Địa lý
Pahasu có vị trí 28°11′B 78°03′Đ / 28,18°B 78,05°Đ Nó có độ cao trung bình là 187 mét (613 feet).

## Nhân khẩu
Theo điều tra dân số năm 2001 của Ấn Độ, Pahasu có dân số 17.116 người. Phái nam chiếm 53% tổng số dân và phái nữ chiếm 47%. Pahasu có tỷ lệ 48% biết đọc biết viết, thấp hơn tỷ lệ trung bình toàn quốc là 59,5%: tỷ lệ cho phái nam là 57%, và tỷ lệ cho phái nữ là 38%. Tại Pahasu, 17% dân số nhỏ hơn 6 tuổi.